# Orville Brown
Orville Brown (Sharon, 10 marzo 1908 – Lee's Summit, 24 gennaio 1981) è stato un wrestler statunitense.
Nel 1948 vinse il titolo NWA World Heavyweight Championship, diventando il primo campione mondiale NWA World Heavyweight. La carriera di lottatore di Brown terminò bruscamente il 1º novembre 1949 a causa di un incidente automobilistico.

## Carriera
Nato in una piccola fattoria del Kansas, Orville Brown venne scoperto alla fine degli anni venti da Ernest Brown, un ex manager di wrestling. Brown si convinse del fatto che Orville potesse avere un futuro nel mondo della lotta. Decise quindi di allenarlo a Kiowa, in Kansas. Orville Brown rimase imbattuto per 71 incontri. Divenne così famoso in Kansas che i suoi match richiamavano folle di spettatori.
Un wrestler di nome Abe Coleman vide combattere Brown e lo raccomandò al promoter di St. Louis, Tom Packs.
Orville Brown impressionò così tante persone con le sue doti sul quadrato durante i suoi scontri con l'ex World Heavyweight Champion Jim Londos e Ed "Strangler" Lewis, che nessuno si sorprese quando egli vinse il titolo Kansas Heavyweight Championship. Nella Midwest Wrestling Association, Brown avrebbe conquistato il titolo World Heavyweight Champion per ben 11 volte nel periodo dal 1940 al 1948. Brown vinse il titolo sconfiggendo wrestler come Bobby Bruns, Lee Wyckoff, Tom Zaharias, Swedish Angel, Roy Graham e Tug Carlson.

### Primo NWA World Heavyweight Champion
Nel 1948 il promoter Pinkie George, insieme ad altri promoter, riconobbe Orville Brown come World Heavyweight Champion della neonata compagnia National Wrestling Alliance (NWA). Brown diede il via al progetto della NWA di unificare i vari titoli mondiali sparsi per il Paese. Un significativo match di unificazione ebbe luogo il 15 marzo 1949 contro Frank Sexton. Sexton deteneva l'American Wrestling Alliance Heavyweight Championship, il secondo titolo più importante dell'epoca, che egli aveva precedentemente unificato con la versione del Maryland del World Heavyweight Championship.

### Incidente automobilistico e ritiro
Brown detenne il titolo fino a quando non fu costretto a ritirarsi nel novembre 1949 a causa delle ferite riportate in un grave incidente d'auto avvenuto il 1º novembre 1949. Orville, avrebbe dovuto combattere contro Lou Thesz il 25 novembre 1949. Thesz ricevette automaticamente il titolo poiché Brown non fu in grado di combattere.
Dopo il ritiro dal ring, Orville Brown divenne un promoter nella zona di Kansas City (Missouri). Lavorò per la Midwest Wrestling Association (MWA) dal 1948 al 1958, quando la compagnia venne acquisita da Bob Geigel.

## Vita privata
Nell'ottobre 1926, Orville Brown sposò Grace, figlia di un fattore locale. Il loro matrimonio durò fino alla sua morte nel 1981. Il figlio della coppia, Richard, intraprese anch'egli la carriera di wrestler.

## Titoli e riconoscimenti
- Federazione sconosciuta
  - Kansas Heavyweight Championship
- Midwest Wrestling Association
  - MWA World Heavyweight Championship (11)
- National Wrestling Alliance
  - NWA World Heavyweight Championship (1)
- Professional Wrestling Hall of Fame and Museum
  - (Classe del 2005) - Pioneer Era